# Такенгон
Такенгон — місто в провінції Ачех, Індонезія. Саме місто розташоване в трьох адміністративних районах регентства Центральний Ачех - Бебесен, Кебаякан і Лут-Тавар і є центром регентства Центрального Ачеха. Місто розташоване у високогір'ї західної Суматри, на березі озера Лаут Тавар. Регіон навколо Такенгона добре відомий своєю кавою. Такенгон — плато з прохолодним повітрям на висоті близько 1200 м над рівнем моря. Навколо Такенгона є багато туристичних визначних пам'яток, у тому числі озеро Лаут Тавар у підрайоні Лаут Тавар, підрайон Бебесен і підрайон Кебаякан, печера Путері Пукес у підрайоні Кебаякан і Пантан Теронг у підрайоні Бебесен.
Жителі Такенгон складаються з різних племен і етносів. Більшість населення Такенгону складають люди Гайо або, як їх зазвичай називають, «уранг Гайо», крім того, є багато інших племен, таких як народ Ачех, Ява, Батак, Мінангкабау, народ Каро (Індонезія), Мандайлінги та етнічні нащадки Тіонгоа. Гайо — корінне населення Такенгона.

## Історія

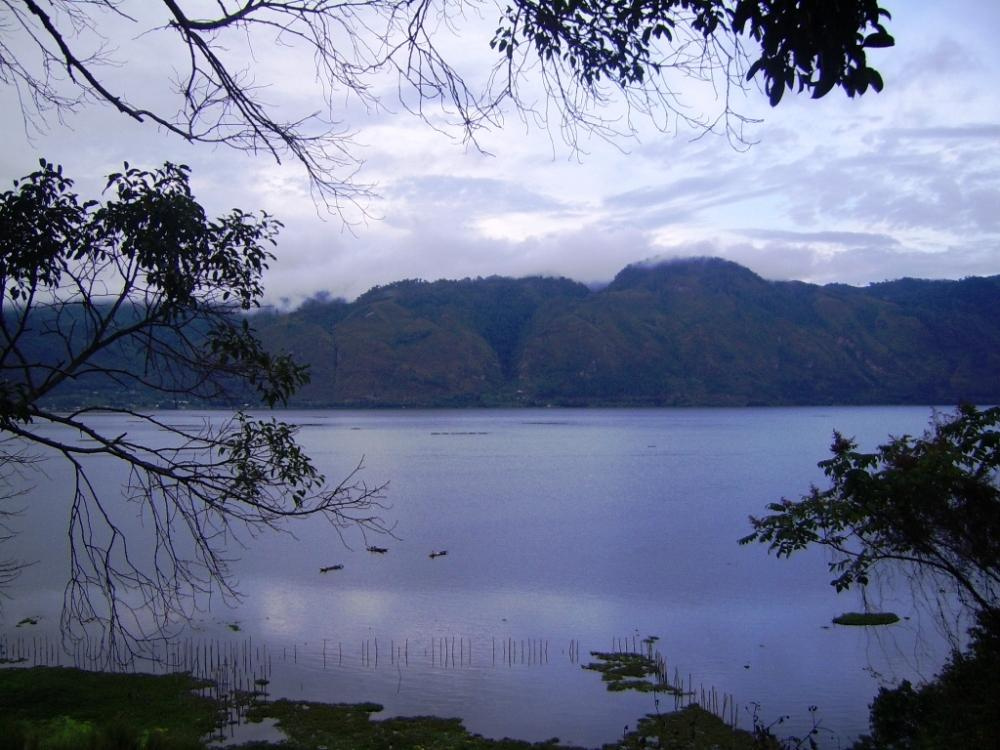
Озеро Лаут Тавар

Протягом 11 століття королівство Гайо, відоме як Лінге, існувало в околицях Такенгона в Центральному Ачеху. Після війни в Ачеху та вторгнення голландського колоніалізму в 1904 році регіон було створено як Ондерафділінг із місцем проживання в Такенгоні. Через розташування Takengon у високогір'ї голландська влада припустила, що воно зможе підтримувати комерційні плантації, і, незважаючи на погане дорожнє сполучення та інфраструктуру в регіоні, сільськогосподарські товари почали проникати в Takengon. У 1914 році була відкрита дорога, що сполучає Такенгон з Біреуеном, дозволяючи комерційним компаніям в'їжджати на соснові та кавові плантації.
Після здобуття Індонезією незалежності Такенгон був організований як адміністративний центр регентства Центрального Ачеха, який спочатку також включав сучасні Гайо Луес і Бенер Мерія, доки вони не були розділені в 1974 і 2003 роках відповідно.

## Транспорт
Такенгон обслуговує аеропорт Бенер-Мерія Рембеле (IATA: TXE, ICAO: WITK), який 3 березня 2016 року було вдосконалено для прийому більших літаків із злітно-посадковою смугою 30 на 2250 метрів, пероном 95 на 150 метрів і 1000 метрів. Квадратний термінал, який обслуговує до 200 000 пасажирів на рік. Зараз аеропорт Рембеле приймає близько 4000 пасажирів на рік.